# Zambia en los Juegos Paralímpicos de Atlanta 1996
Zambia hizo su debut en los Juegos Paralímpicos en los Juegos Paralímpicos de Atlanta 1996. La delegación del país consistió en un solo competidor, el atleta en silla de ruedas Lango Sinkamba.

## Atletismo
Sinkamba debía participar en tres pruebas, pero finalmente se retiró de dos de ellas y centró sus esfuerzos en el maratón. Terminó esta prueba, pero terminó en el puesto 56.º (último), con media hora de retraso respecto al atleta que le precedió en la clasificación, el ecuatoriano Ángel Quevedo, y una hora y media respecto al ganador de la prueba, el suizo Franz Nietlispach, con un registro de 1:29:44.
| Nombre         | Deporte   | Prueba                        | Puntuación                                      | Puesto |
| -------------- | --------- | ----------------------------- | ----------------------------------------------- | ------ |
| Lango Sinkamba | Atletismo | 1500 metros masculinos T52-53 | Debía correr la serie 2, pero no tomó la salida | DNS    |
| Lango Sinkamba | Atletismo | 800 metros masculinos T53     | Debía correr la serie 1, pero no tomó la salida | DNS    |
| Lango Sinkamba | Atletismo | Maratón masculino T52-53      | 3:09:17                                         | 56.º   |